# 延胡索乙素
延胡索乙素（英語：Tetrahydropalmatine, THP，直译四氢帕马丁）是一种异喹啉类生物碱，主要存在于作为草药的紫堇属植物（延胡索）和千金藤属植物中。制药工业已合成出效力更强的对映异构体左旋延胡索乙素（罗通定、l-THP，也常误写作L-THP），作为抗焦虑药和镇静剂如苯二氮䓬类药物以及镇痛药如阿片剂的替代品在全球以不同品牌名销售。它也作为营养补充品销售。
1940年，越南科学家Sang Dinh Bui从圆叶千金藤根部提取出一种生物碱，产率为1.2-1.5%，他将这种化合物命名为罗通定（rotundine）。1950年至1952年，两位印度科学家研究并从西藏地不容中提取出另一种名为海因达灵（hyndanrine）的生物碱。1965年，证实罗通定和海因达灵的结构与延胡索乙素相同。